# Frank Chodorov
Frank Chodorov (15 de fevereiro de 1887 - 28 de dezembro de 1966) foi um membro estadunidense da Velha Direita, um grupo de pensadores conservadores e libertários que eram contrários ao intervencionismo na política externa e se opunham tanto à entrada dos Estados Unidos na Segunda Guerra Mundial quanto ao New Deal. Ele foi chamado por Ralph Raico de "o último dos grandes da Velha Direita".

## Início da vida
Nascido Fishel Chodorowsky, no Lower West Side de Nova York em 15 de fevereiro de 1887, era o décimo primeiro filho de imigrantes judeus russos. Formou-se na Universidade de Columbia em 1907, depois trabalhou em vários empregos pelo país. Quando trabalhava em Chicago (1912–17), leu Progresso e Pobreza de Henry George. Chodorov escreveu que "leu o livro várias vezes e, em cada uma delas, senti que estava escorregando para uma causa". De acordo com Chodorov:

George é o apóstolo do individualismo; ensina as bases éticas da propriedade privada; enfatiza a função do capital no progresso da civilização; destaca a superior produtividade da cooperação voluntária numa economia de livre mercado, a degeneração moral de um povo sujeitado à direção estatal e à conformidade socialista. A filosofia dele é a do livre empreendimento, livre comércio e homens livres.— Frank Chodorov

## Escola Henry George
Em 1937, Chodorov tornou-se diretor da Escola de Ciências Sociais Henry George em Nova York. Lá, ele fundou (com Will Lissner) e editou um jornal escolar, The Freeman. Publicou artigos de Albert Jay Nock (fundador de um periódico anterior também chamado The Freeman), bem como de figuras importantes da época, como John Dewey, George Bernard Shaw, Bertrand Russell, Lincoln Steffens e Thorsten Veblen. Chodorov usou a revista para expressar suas opiniões anti-guerra:

Todo dia temos de repetir para nós mesmos, como uma liturgia, a verdade de que a guerra é causada pelas condições que trazem a pobreza; que nenhuma guerra é justificada; que nenhuma guerra beneficia o povo; que a guerra é um instrumento por meio do qual os que têm aumentam o seu domínio sobre os que não têm; que a guerra destrói a liberdade.— Frank Chodorov
Com a chegada da Segunda Guerra Mundial, tais opiniões não foram mais toleradas: Chodorov foi expulso da escola em 1942. Ele escreveu que "parecia-me então que a única coisa que me restava fazer era explodir os meus miolos, o que eu poderia ter feito se não tivesse Albert Jay Nock ao meu lado". Nock tinha enfrentado uma "febre de guerra" semelhante durante a Primeira Guerra Mundial, quando, como editor do jornal anti-guerra The Nation, viu a revista ser banida dos correios dos EUA pela administração Woodrow Wilson.

## Analysis
Chodorov publicou artigos em várias revistas, incluindo American Mercury, de HL Mencken, Saturday Evening Post e Scribner'ss. Em 1944, lançou um folheto mensal de quatro páginas chamado Análise, descrito como "uma publicação individualista, a única do gênero nos Estados Unidos". Murray Rothbard chamou-a de "uma das melhores, embora sem dúvida a mais negligenciada, das 'pequenas revistas' que já foram publicadas nos Estados Unidos".
Junto com as obras de Nock, Chodorov foi influenciado por O Estado de Franz Oppenheimer: "entre o Estado e o indivíduo há sempre um cabo de guerra", escreveu Chodorov, "qualquer poder que um adquira deve ser em detrimento do outro".

## The Freeman
Em 1954, Chodorov tornou-se novamente editor do The Freeman, em sua nova encarnação, revivida sob os auspícios da Fundação para Educação Econômica (FEE). Contribuiu com vários artigos ao longo dos anos para a série Essays in Liberty, começando com o Volume 1 em 1952. Envolveu-se com William F. Buckley e Willi Schlamm na questão de se os individualistas deveriam apoiar o intervencionismo para ajudar as pessoas a resistir à agressão comunista. Chodorov continuou a defender a não intervenção, mas com a continuação da Guerra Fria, ele perdeu influência: o movimento conservador americano tornou-se um bastião da política externa intervencionista no combate ao expansionismo soviético.

## I.S.I.
Em 1953, Chodorov fundou a Sociedade Intercolegial de Individualistas (ISI), com Buckley como presidente, tornando-se a primeira organização estudantil conservadora nacional, alcançando 50.000 membros até o final do século. Nos últimos anos, o ISI se tornou extremamente influente, como uma câmara de compensação de publicações conservadoras e como um locus do movimento intelectual conservador nos Estados Unidos. Mais tarde, evoluiu para o Instituto de Estudos Intercolegiais, mas manteve a sigla ISI.
Chodorov foi uma grande influência para muitos daqueles que liderariam os movimentos libertário e conservador, incluindo Buckley, M. Stanton Evans, Murray Rothbard, Edmund A. Opitz e James J. Martin. Rothbard, o pai do anarcocapitalismo, escreveu:

Nunca hei de me esquecer da profunda excitação — da libertação intelectual — que me percorreu na primeira vez com que me deparei com o nome de Frank Chodorov, meses antes de nos conhecermos pessoalmente. Quando graduando em economia, sempre acreditei em livre mercado, e fui me tornando cada vez mais libertário com o passar dos anos, mas esse sentimento não era nada diante da manchete que irrompeu do título de um panfleto com o qual me deparei na livraria da universidade: "Imposto é roubo", de Frank Chodorov.— Murray Rothbard

## Final da vida
Chodorov era um judeu secular e adquiriu uma maior apreciação pelo pensamento religioso nos últimos anos de vida. Era fã de faroestes.

## Livros
- The Economics of Society, Government and State (1946)
- One is a Crowd: Reflections of an Individualist (1952)
- The Income Tax: Root of All Evil (1952)
- The Rise & Fall of Society: An Essay on the Economic Forces That Underline Social Institutions (1959)
- Flight to Russia (1959)
- Out of Step: The Autobiography of an Individualist (1962)
- Fugitive Essays (1980)